# Klaus Schwabe (Admiral)
Klaus Schwabe (* 1938) ist ein deutscher Flottillenadmiral außer Dienst der Deutschen Marine.

## Leben
Klaus Schwabe trat 1957 in die Bundesmarine ein (Crew IX/57).
Als Oberleutnant zur See diente er von Anfang Oktober 1966 bis Ende März 1968 als Schiffsoperationsoffizier auf dem Zerstörer 2. Von 1969 bis 1971 absolvierte er den 11. Admiralstabslehrgang an der Führungsakademie der Bundeswehr in Hamburg, wo er zum Offizier im Generalstabsdienst ausgebildet wurde.
Von Oktober 1971 bis Ende April 1973 war er als Korvettenkapitän Erster Offizier auf dem Zerstörer Bayern.
Als Kommandant übernahm er, nun als Fregattenkapitän und nach der Depotinstandsetzung des Schiffes, vom 29. Dezember 1975 bis 30. September 1977 den Zerstörer Hessen.
Als Kapitän zur See war er von Oktober 1980 bis September 1983 Kommandeur des 2. Zerstörergeschwaders. Anfang April 1984 wurde er als erster Deutscher mit der Führung der Standing Naval Force Atlantic (STANAVFORLANT) beauftragt, die er in der Folge als COMSTANAVFORLANT auf den jeweils als Führungsschiff eingesetzten Zerstörern Hamburg und Lütjens mit seinem eingeschifften internationalen Stab führte. Von April 1985 bis März 1988 war er als Deutscher Verbindungsoffizier bei Supreme Allied Commander Atlantic (SACLANT) in Norfolk. Anschließend kam er als Leiter der Stabsabteilung Fü M II (Militärisches Nachrichtenwesen) in den Führungsstab der Marine im Bundesministerium der Verteidigung. 1993 ging er zurück zu SACLANT und war hier ab Juni 1993, nun als Flottillenadmiral, Deputy Assistant Chief of Staff Operations und trat aus dieser Position 1996 in den Ruhestand.